# 마면군
마면군(중국어 간체자: 马面裙, 정체자: 馬面裙, 병음: mǎmiànqún, 직역: horse face skirt)은 전통적인 중국식 치마의 한 종류이다. 또한 mamianzhequn(중국어 간체자: 马面褶裙, 정체자: 馬面褶裙, 직역: horse-face pleated skirt)으로도 알려져 있지만, 때로는 간단히 '앞치마'(중국어 간체자: 围裙, 병음: wéiqún, 직역: apron)라고 불리기도 한다. 앞치마는 영어에서 모든 중국식 치마를 지칭하는 일반적인 용어이거나, 영어에서 '짝을 이룬 앞치마'라고 불리기도 하는데, 이는 사전에서 정의하는 앞치마는 아니지만 그러한 형태를 띠기 때문이다. 마몐췬은 qun(중국어: 裙, 병음: qún, 직역: skirt)의 일종으로, 한족 여성들이 [[[한푸]]] 오류: {{전자}}: transliteration text not Latin script (pos 3: 한) (도움말)의 하의로 착용했던 전통 중국 치마이다.(p. 54) 이는 고대 중국식 치마의 주요 대표 양식 중 하나이다. 송나라와 요나라에서 유래하여 기능성과 미적 스타일로 인해 인기를 얻었다. 원나라, 명나라, 청나라에 걸쳐 계속 착용되었으며 여성의 전형적인 치마 스타일이었다. 독특한 미적 스타일과 기능성으로 선호되었다. 청나라 멸망 후 mamianqun은 중화민국에서도 계속 착용되었으며, 1920년대와 1930년대에 치파오의 인기가 높아지면서 사라졌다. xifu의 일종인 중국의 고전극 의상으로서, mamianqun은 오랜 전통을 유지하며 오늘날에도 계속 착용되고 있다.(p. 54) 21세기에 mamianqun은 한푸 운동의 등장과 함께 인기를 되찾았다. mamianqun은 역사 전반에 걸쳐 다양한 패션 변화를 겪었다. 일반적으로 ku (중국식 바지)와 중국식 재킷, 즉 ao 또는 gua와 함께 착용되었다.

## 어원
mamianqun(马面裙)이라는 용어는 세 개의 한자로 구성되어 있는데, 문자적으로 '말 (동물)'을 의미하는 ma《马》, 문자적으로 "얼굴"을 의미하는 mian《面》, 그리고 문자적으로 "치마"를 의미하는 qun《裙》이다.
19세기 일부 프랑스 간행물에서 mamianqun은 때때로 "deux jupes plissés"(번역: 두 개의 주름 치마)로 묘사되었다.(p. 314)(p. 118) 짝을 이룬 앞치마(Paired apron)라는 이름은 때때로 영어 문헌에서 mamianqun을 지칭하기 위해 사용되었는데, 이는 하나의 허리밴드에 묶여 허리에 둘러지는 하나의 랩스커트를 형성하는 두 개의 겹쳐진 천 패널을 사용하는 구조 때문이다.(p. 193) 마치 앞치마처럼 말이다. 짝을 이룬 앞치마(Paired apron)라는 용어는 20세기 후반 존 볼머(John Vollmer)에 의해 만들어졌으며(p. 25) 1980년대 초반부터 발견된다.

## 문화적 중요성 및 기능
mamianqun은 "구조를 경시하고 장식을 강조하며, 내재적으로 자연스럽고, 몸을 해방시키는" 선종 미학 개념을 대표한다. 이러한 개념은 인체의 구조와 드레이프를 강조하는 서구의 개념과 다르므로 중국 여성의 삶의 역사에서 중요한 미학적, 문화적 개념을 나타낸다. 이 치마는 중국 여성들만 착용했으며, 청나라 시기 지배 계급의 만주족 여성들은 착용하지 않았다.
청나라 시대에 mamianqun은 길조로운 장식과 문양으로도 장식되었다. 이러한 길조로운 장식과 문양은 착용자가 참여하는 상황적 맥락과 사교 행사를 반영했다. mamianqun에 사용된 색상과 장식도 그 행사에 적합해야 했으며, 때로는 결혼식과 같은 중요한 행사에서 사람들 간의 대인 관계 및 가정 내 여성들 간의 사회적 위계를 반영하기도 했다. 예를 들어, 가장의 본처는 중국 용으로 장식된 붉은 치마를 입었지만, 첩은 붉은색을 입는 것이 허용되지 않았고 대신 녹색을 입어야 했는데, 붉은색은 청나라 법전에 따라 본처만의 전유물이었기 때문이다.
치마의 독특한 겹침 구조 덕분에 치마 앞뒤에 트임이 있어 승마에 용이했다.(p. 54) 이러한 특징은 걷기 시 더 큰 움직임의 자유를 허용했는데, 이는 전족을 하고 작고 뒤뚱거리는 걸음으로 걷는 중국 여성에게 필요했다. 이런 기능성 치마의 필요성은 전족이 유행하기 시작한 송나라 시대에 이르러서야 발생했다. 중국 치마의 주름과 전족 관행의 연관성은 1899년 아치볼드 리틀 부인의 "Intimate China: The Chinese as I Have Seen Them"과 같은 유럽 문헌에도 나타났다.(p. 182)
"그들의 치마 [중국 여인들의 치마를 언급하며]는 치마를 따라 세로로 작고 촘촘한 주름들로 매우 예쁘게 만들어져 있으며, 엉덩이 위로 느슨하게 고정되어 있어 중국 시인들이 버드나무가 흔들리는 것에 비유하는 균형 잡힌 움직임을 할 때 발 주위를 깃털처럼 감싼다."— 아치볼드 리틀 부인, Intimate China: The Chinese as I Have Seen Them (1899), p.182

더욱이, 옆 패널로 인해 치마의 풍성함은 중국 여성의 전통적인 넉넉한 의복을 수용할 충분한 공간을 제공했다.

## 구조 및 디자인
대략 19세기 중반부터 유럽의 간행물에는 중국 여성의 치마를 묘사하는 mamianqun에 대한 많은 기록이 있다. 예를 들어 1846년판 《La revue des deux mondes: volume 71》은 mamianqun을 "deux jupes plissés"(번역: 두 개의 주름 치마)로 묘사하며, 호화로운 디자인으로 덮여 있고, 발목 위 길이로 큰 자수 중국 바지인 ku를 노출시킨다고 언급한다. 이 치마는 착용자의 허리에 묶인다.(p. 314) 1847년 《Voyage en Chine》에서도 유사한 묘사가 발견되었다.(p. 118)

### 주요 특징
mamianqun은 하체에 감싸지는 두 개의 겹쳐진 천 패널로 구성된다.(p. 144) 이 두 패널은 서로 동일하며 치마의 절반을 형성했고, 하나의 허리밴드에 함께 꿰매어 겹쳐진 앞부분을 만들었다. mamianqun은 총 네 개의 평평하고 직선적인 패널로 구성되어 있으며, 이를 qunmen(裙门, skirt door) 또는 mamian(马面裙, horse face)이라고 한다. 각 천 패널의 오른쪽과 왼쪽에는 두 개의 평평한 패널이 있다. 착용 시에는 네 개의 평평한 패널 중 두 개만 착용자의 몸에 보이는데, 보이는 패널은 치마의 앞뒤에 위치한다.(p. 54) mamianqun은 일반적으로 허리밴드에서 치마 너비 이상으로 늘어나는 끈으로 묶였다.(p. 144)(p. 303)

### 치마 길이
역사적인 mamianqun은 치마 아래에 입는 중국식 바지인 ku를 덮을 만큼 길게 만들어졌다. 그러나 청나라 시대에는 치마 길이에 변화가 있었을 수 있다. 1850년대 이전의 유럽 기록들은 때때로 발목 위 길이로 바지를 노출시키는 형태였다고 1846년에 묘사하기도 했고(p. 314) 다른 기록들은 1849년에 발을 덮을 만큼 길었다고 묘사하기도 했다.(p. 37)

### 주름, 고어, 그리고 트림
역사적인 mamianqun은 일반적으로 주름진 옆 패널,(p. 54) 고어로 장식되었으며, 이는 스타일과 유형도 다양했다. 치마 왼쪽 부분에 주름, 고어, 때로는 고데를 사용함으로써 걷기 시 움직임을 더 쉽게 하여 중국 여성들이 우아하게 흔들리며 걸을 수 있도록 했다. 청나라 시대 mamianqun을 장식했던 트림은 치마의 전체적인 외관에 영향을 미쳤을 뿐만 아니라 착용자가 걸을 때 치마가 움직이는 방식에도 영향을 미쳤다.(p. 144) 예를 들어, 각 트림이 주름의 가장자리에 어떻게 꿰매어졌는지에 따라 주름들이 서로 독립적으로 움직이거나 "연흔 효과"를 만들어낼 수 있었다.(p. 144)

#### 주름의 종류
역사적인 mamianqun에 사용된 주름의 종류는 벌집 무늬 또는 물고기 비늘 무늬의 좁은 주름, 나이프 주름, 그리고 상자 주름이다.(p. 37)

주름은 또한 옆 엉덩이 중앙 부분에 위치한 중앙 상자 주름의 좌우로 퍼지는 나이프 주름의 조합일 수도 있었다.(p. 55)(p. 303) mamianqun에 사용된 이러한 주름 유형은 1849년 사무엘 웰스 윌리엄(Samuel Wells William)이 묘사한 서양 여성들의 넓은 치마에 사용된 주름과 대조되었다.(p. 37)
"중국 여인의 옷 중 가장 아름다운 부분 중 하나는 치마이며, 이는 발을 덮는 상복 아래로 약 30cm 정도 보인다. 치마의 각 측면은 약 여섯 번 정도 주름이 잡혀 있으며, 앞과 뒤에는 부착된 두 개의 벅크럼 조각이 있다. 주름과 앞 조각 모두 철사와 안감으로 빳빳하게 되어 있다. 자수는 두 조각에, 그리고 안팎으로 주름에 수 놓여져 있어 착용자가 걸을 때 발의 움직임에 따라 양쪽이 번갈아 열리고 닫히면서 두 가지 다른 색상의 그림의 일부 또는 전체가 드러난다. 주름은 앞에서 보거나 뒤에서 보거나 동일하게 보이도록 고안되었으며, 색상이 잘 대조될 때 더 우아한 효과를 낸다. 이를 위해 주름은 서양 여성의 넓은 치마와는 정반대로 발 주위를 감싼다."— 사무엘 웰스 윌리엄, The Chinese Empire and Its Inhabitants: Being a Survey of the Geography, Government, Education, Social Life, Arts, Religion, &c. of the Middle Kingdom (1849), Volume 2, p.37

## 역사: 진화와 스타일 변형

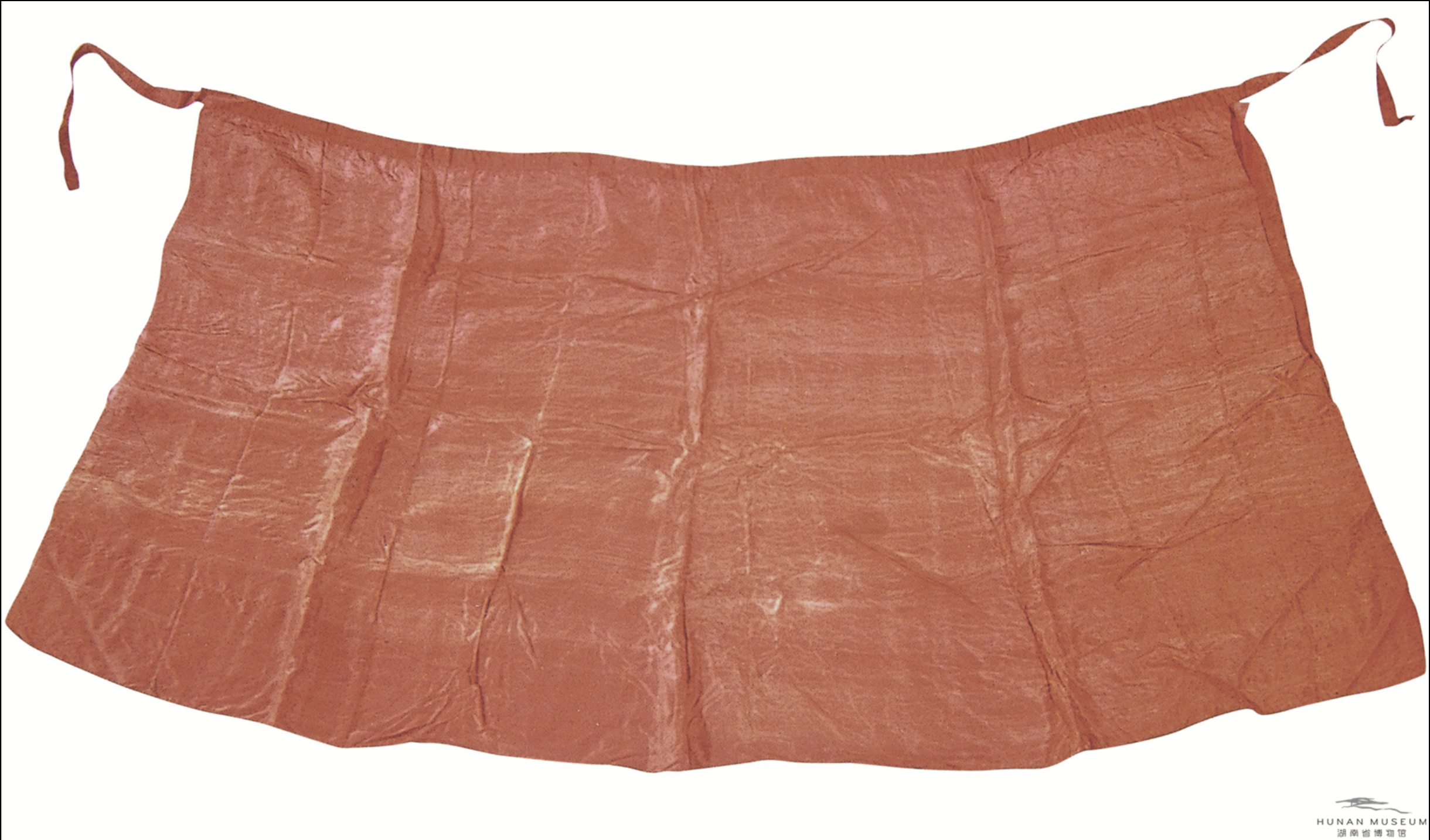
한나라 마왕퇴 묘에서 발굴된 유물로, 주름 없이 네 개의 사다리꼴 천 패널로 구성된 중국식 랩스커트.

중국 여성들이 착용했던 랩스커트 유물은 일반적인 용어인 qun으로 알려져 있으며, 이미 주나라와 한나라 시대에 나타났다.(p. 144) 주름 치마 또한 일찍이 중국에 나타났다. 대중적인 이야기에 따르면, 한나라 시대에 주름 치마는 여성들이 전설적인 무용수이자 후에 황후가 된 폐후 조씨 (기원전 ? – 1년)의 찢어진 치마를 모방하면서 유행하게 되었다. 그녀는 펑우팡(Feng Wufang)에 의해 추락에서 구해질 때 치마가 찢어졌다고 한다.(p. 165) 마몐췬이라는 용어는 "명궁사(明宫史)"에 처음 등장했다. "끌고 다니는 옷으로, 뒷 플라켓이 연속되어 있고, 양쪽에는 스윙이 있으며, 앞 플라켓은 두 부분으로 나뉘어져 있고, 아래쪽에는 마면 주름이 있어 양쪽으로 올라간다." 그러나 마몐췬의 역사는 송나라 시대로 거슬러 올라갈 수 있는데, 이는 송나라 치마가 이미 마몐췬의 마면 형태를 가지고 있었기 때문이다. 그러나 mamianqun의 원형은 송나라 (서기 960년 – 1279년)와 요나라 (서기 916년 – 1125년)에서 유래했다. mamianqun은 여러 왕조에 걸쳐 스타일, 색상, 직물 소재 및 패턴의 여러 변화를 겪었다. 옆 패널의 재단, 구조 및 장식은 치마가 만들어진 시대의 사회 및 경제적 조건의 변화를 반영한다.

### 송나라와 요나라
송나라 시대에 mamianqun이 처음 등장했으며, 중국의 유목민 이웃들이 입었던 옷에서 영향을 받았을 수도 있다.(p. 54) mamianqun의 초기 원형과 청나라에서도 계속 사용된 mamianqun과 관련된 두 가지 형태의 감싸는 치마가 있다. 이 두 가지 형태의 감싸는 치마는 푸젠성 푸저우시에 있는 황성(Huang Sheng)의 송나라 무덤에서 발견되었다.(p. 144)
황성 무덤에서 발견된 첫 번째 mamianqun 원형 치마는 평직 비단으로 만들어졌으며, 치마 중앙에는 보강층이 있고 한쪽 면, 단, 그리고 중앙 패널의 한쪽 면에 무늬 있는 테두리가 있었다. 이 치마는 중앙 앞뒤 부분에서 겹쳐지는 두 개의 천 조각으로 만들어졌으며, 치마의 트임은 승마를 용이하게 했다.(p. 54) 또한 넓은 허리밴드가 있었고 끈으로 묶여 있었다.(p. 54) 허리밴드는 치마에 사용된 천과는 다른 천으로 만들어졌다. 그러나 이 치마는 랩스커트와 유사했으며 주름이 없어 후세기의 주름 있는 mamianqun에 비해 움직임을 제한했다. 이 형태의 치마는 liangpianqun(중국어 간체자: 两片裙, 병음: liǎngpiànqún, 직역: two-piece skirt)으로 알려져 있으며, 영어로는 xuanqun(중국어 간체자: 旋裙, 병음: xuánqún, 직역: swirl skirt) 또는 '회전 치마(whirling skirt)'로도 불린다.(p. 55) 송나라의 《Jianglinjizazhi》(江邻几杂志)에 따르면:(p. 55)
"여성들은 넓은 바지 [宽裤]와 앞치마 [襜]를 입지 않았으며, 나귀를 타기 편리하도록 회전 치마 [xuanqun, 旋裙]는 반드시 앞뒤로 트임 [必前后开胯]이 있어야 했다. 이 스타일은 수도의 여성 공연자들 사이에서 유행했지만, 문인 가문의 여성 회원들에게도 감탄과 모방의 대상이 되었는데, 이는 참으로 부끄러운 일이었다."— Zhu 외 번역, 《A Social History of Middle-Period China: The Song, Liao, Western Xia and Jin Dynasties》(2016), p.55

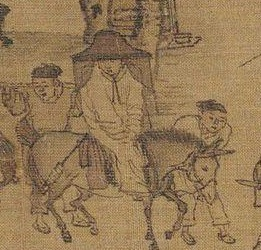
늦은 북송 시대, gaitou를 쓴 당나귀를 탄 여성

말 타기와 나귀 타기는 송나라에서 교통수단으로 흔했다. 북송의 문언박에 따르면, "도시와 시골의 상류층 가정 [...] 모두 말들을 키우고 걷는 대신 말을 탔다"고 한다. 또한 《역사 한담집》(History Narrated at Ease) 3권에는 "수도에서는 당나귀를 빌려줬고, 그래서 사람들은 종종 거리에서 당나귀를 타고 서로 만났다"고 기록되어 있다.(pp. 157–158) 이 시기 중국 여성들에게 당나귀 타기는 드문 일이 아니었다. 예를 들어, 중국 여성들은 고대 폴로의 변형인 jiju(击鞠)의 luju를 할 때 당나귀를 탔다. luju는 송나라와 당나라에서 인기 있는 신체 활동의 한 형태였으며, 여성과 어린이들이 자주 즐겼는데, 그들은 당나귀를 말보다 작고 덜 거칠며 다루기 쉽다고 여겼기 때문이다.(p. 40) 송나라 그림 《청명상하도》에서는 두 명의 노부인이 당나귀를 타고 베일 모자인 gaitou를 쓰고 있는 모습이 그려져 있다.(p. 73)(p. 88) 유사하게, 이종 황제 재위 기간에 남송의 황비들이 입었던 두 패널 치마 디자인인 ganshangqun(赶上裙)은 《송사》에서 찾아볼 수 있다. ganshangqun은 명나라의 《Xihuyoulan Zhiyu》(西湖游览志余)에서는 shangmaqun(上马裙)으로, 청나라의 《Huayuehen》(花月痕)에서는 maqun(马裙)으로도 기록되어 있다. ganshangqun은 또한 xuanqun에서 파생되었다. 이 치마들은 당시의 평범한 치마와 비교하여 참신한 디자인이었기 때문에 "qizhuangyifu(奇装异服, bizarre clothing)"로 여겨졌다.
두 번째 원형 역시 황성(Huang Sheng)의 무덤에서 발견되었는데, 크고 작은 점박이 무늬가 있는 얇은 비단으로 만들어졌으며, 치마의 양쪽 가장자리와 허리밴드를 제외하고는 촘촘하게 주름이 잡혀 있었고 허리밴드는 치마와 동일한 직물로 만들어졌다.(p. 144) 오늘날의 mamianqun처럼 치마 양쪽에도 주름이 있었다.(p. 54) 이 형태의 치마는 현재 baidiequn(百迭裙)으로 불린다.

### 원나라
원나라 시대에는 두 개의 천으로 만들어졌고 주름이 잡힌 mamianqun이 나타났다. 허리밴드는 치마에 사용된 천과는 다른 천으로 만들어졌다.

### 명나라
명나라 시대에 mamianqun은 두 개의 천으로 만들어졌고 깊은 주름이 있었다. 허리밴드는 치마에 사용된 천과는 다른 천으로 만들어졌다. mamianqun의 스타일은 순수하고 저속하지 않은 것으로 여겨졌다. 명나라 시대 일부 여성들은 연한 색상이나 흰색 치마를 선호했는데, 이러한 특징은 후에 경극 무대에서 사용되는 mamianqun에도 전해졌다.(p. 193) 무릎 높이나 치마 단에 한두 개의 가로 패턴인 lan으로 장식되기도 했다.

### 청나라
청나라 시대에 한족 여성들은 명나라의 복식 풍습을 계속 따르도록 허용되었고, Tifayifu 정책에 따라 만주족 지배자들의 헤어스타일과 복장을 강요받지 않았다.(p. 104) 그러므로 청나라 시대 한족 여성들은 복장과 스타일에 한푸의 특징을 계속 보존했다.(p. 104) 이 시기에 mamianqun은 유행하는 의복이었다. 그러나 스타일은 점진적으로 변하여 mamianqun은 더욱 호화로워졌다. 천 패널은 자수로 장식되었지만, 일반적으로 중국식 재킷이 치마와 만나는 부분까지만 자수되었다. 명나라 시대에 입던 치마에 비해 청나라 시대에 입던 치마는 더욱 구조화된 외관을 가졌다.(p. 57)
mamianqun의 재단은 너비와 고어의 수, 그리고 주름 기법에 약간의 변화를 보인 측면 패널을 제외하고는 큰 변화를 보이지 않았다. 청나라 시대 mamianqun의 스타일 변형에는 영어로 '달빛 치마(moonlight skirt)'와 '무지개 치마(rainbow skirt)'로도 알려진 yuehuaqun(중국어: 月华裙, 직역: moon flower skirt), fengweiqun(중국어: 凤尾裙), yulinqun(중국어: 釋魚裙), 그리고 langanqun(중국어: 阑干裙; 또한《栏杆裙》으로도 쓰임)이 포함되는데, 이들은 주요 특징과 다른 스타일과의 차이점을 기반으로 이름이 붙여졌다.

이 시기 mamianqun의 허리밴드는 이전 왕조에서 착용된 것보다 더 넓었다. 넓은 허리밴드는 장식 없이 치마의 주요 재료와 다른 재료로 만들어졌다. 일반적으로 상의에 가려져 있었기 때문에 나머지 치마보다 저렴한 천으로 만들어졌다. 치마 제작에 사용된 주요 재료는 일반적으로 비단이었고, 허리밴드에 사용된 천은 보통 면이나 삼베였다. 비단 천 대신 이러한 저렴한 천을 사용하는 것은 치마가 착용자의 몸에서 미끄러져 내려가는 것을 방지하는 기능적인 목적도 있었다. mamianqun은 또한 허리밴드 안쪽에 있는 고리와 개구리 단추로 고정되었다. 고리와 단추 대신 끈을 사용할 수도 있었다. 다양한 스타일의 역사적인 mamianqun은 중국 안팎의 박물관에 소장되어 있다.

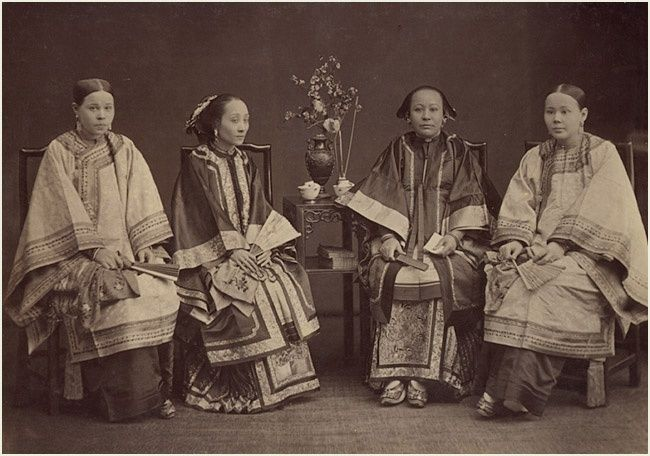
명나라 양식의 의복을 계승하면서도 청나라 양식의 영향을 받은 마몐췬을 입은 한족 여성, 19세기.
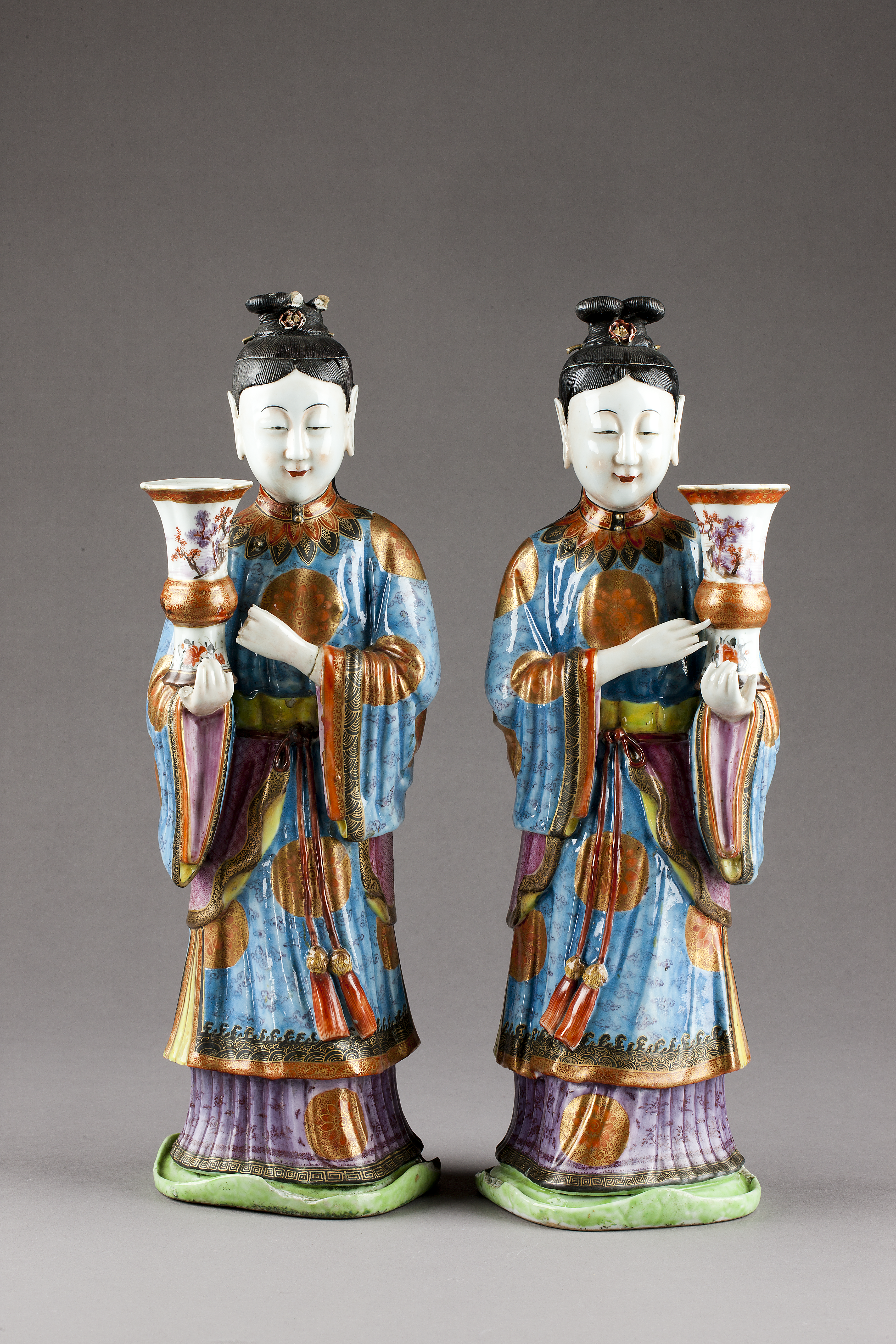
마몐췬을 입은 여성 피규어, 19세기
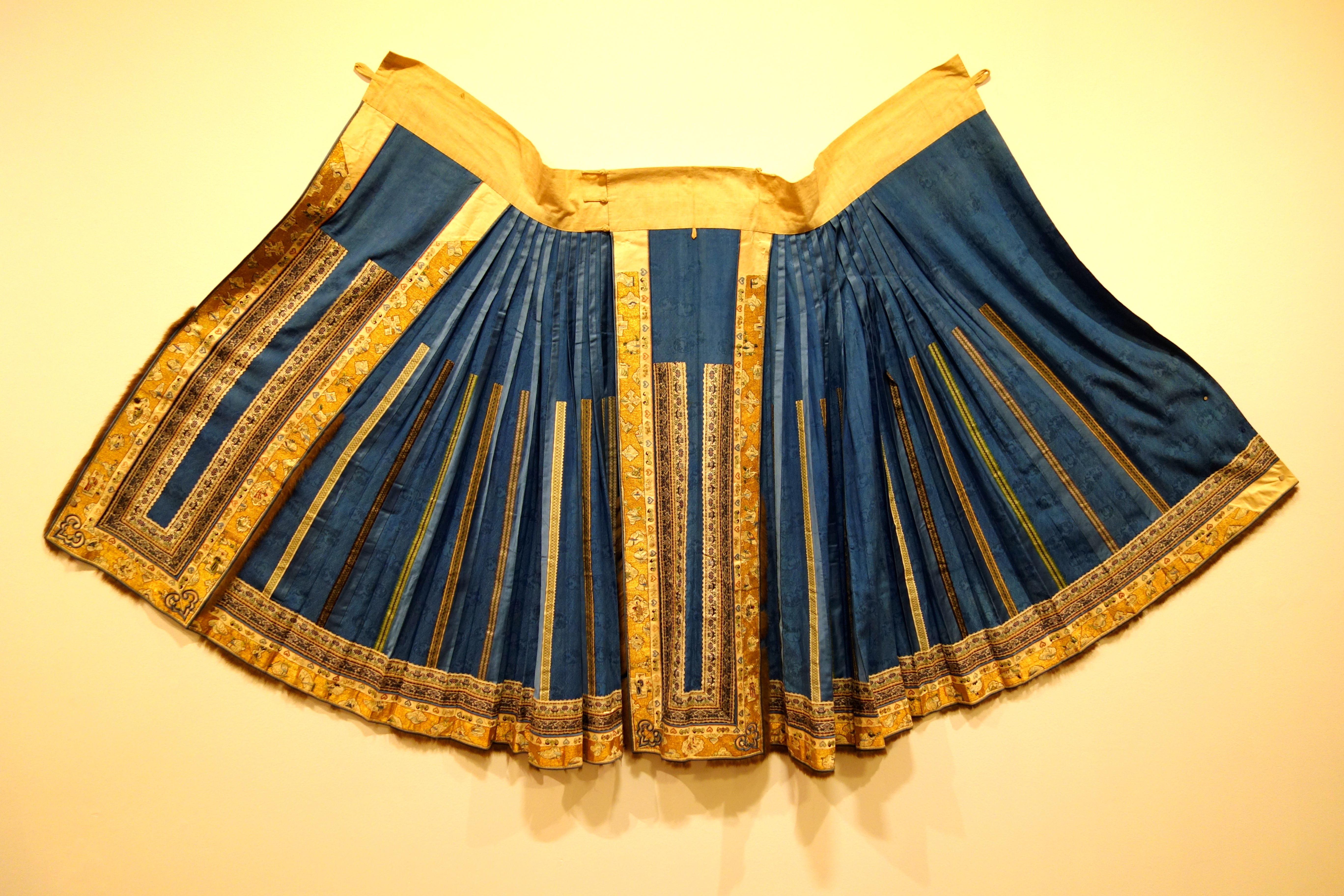
마몐췬, 청나라, 19세기 후반 ~ 20세기 초반
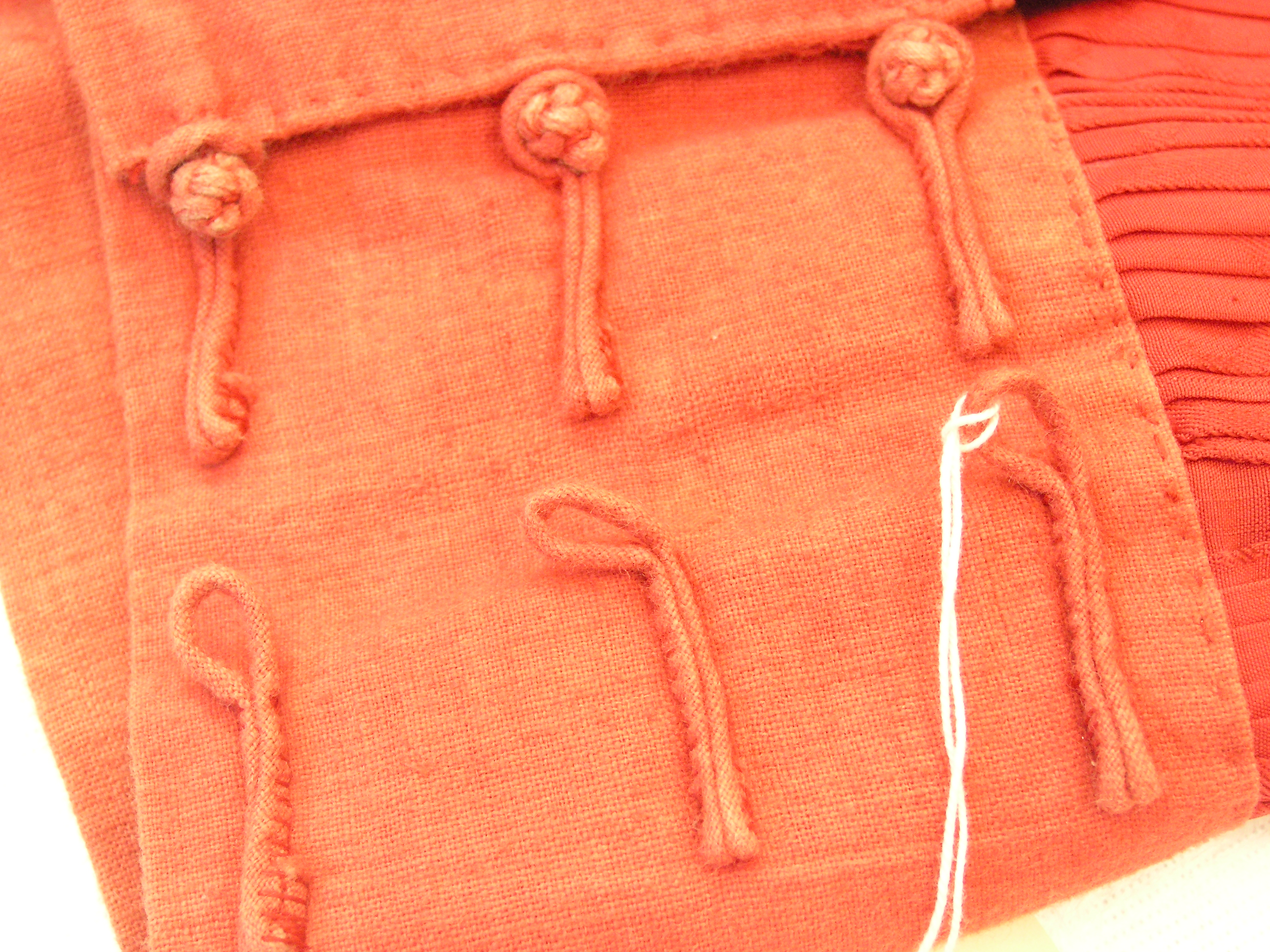
마몐췬 허리밴드에 사용된 매듭 단추와 고리.

#### Yuehuaqun
yuehuaqun(月华裙)은 청나라 시대 mamianqun의 가장 인기 있는 변형 스타일 중 하나였다.(p. 104) 이는 적어도 17세기부터 존재했으며, 이 시기에 리위(李漁)에 의해 기록되었다.
"최근 쑤저우에서는 유행하는 '백주름 치마'(baijianqun;百襇裙)가 매우 아름다운 것으로 여겨진다. 그러나 새로운 스타일인 소위 '달빛 치마'(yuehuaqun; 月華裙)가 있는데, 각 주름 안에 여러 색상이 배치되어 마치 밝게 빛나는 달빛을 반사하는 듯하다."

yuehuaqun은 12개의 고어로 만들어졌으며, 각 고어는 다른 색상의 천으로 구성되었다. 때로는 리본과 작은 종으로 장식되기도 했다.(p. 104)

#### Fengweiqun
fengweiqun(凤尾裙)은 건륭제 (재위 1735–96) 시기인 1750년경 이전에 청나라 시대에 나타났다. 작가 샤오룽 양(Shaorong Yang)에 따르면, 금실로 수 놓아지고 다마스크로 만들어진 자수 fengweiqun은 명나라 말기와 청나라 초기에 착용되었다.(p. 45) 이는 강희제 (재위 1661–1722)와 건륭제 시기에 가장 인기 있는 스타일이 되었다.(p. 49) fengweiqun은 주로 부유한 가문의 여성들이 착용했지만, 덜 부유한 가문의 여성들도 결혼 치마로 fengweiqun을 착용했을 가능성이 있다.(p. 50) 이 스타일은 중화민국 시대에도 계속되었다.
fengweiqun은 치마의 허리밴드에 꿰맬 수 있는 길고 좁은 천 조각으로 특징지어졌다.(p. 49) 천 조각은 비단과 공단으로 만들어질 수 있었고 다양한 문양으로 자수되었다.(p. 49) 이 천 조각의 가장자리는 금실이나 레이스로 장식될 수도 있었는데, 이는 치마를 매우 호화롭게 보이게 했다.(pp. 49–50) 때로는 리본과 작은 종으로 장식되기도 했다.(p. 104)

#### Yulinqun
yulinqun(직역: fish-scale skirt), 또한 yulin baizhequn(직역: fish-scale hundred pleats)으로도 알려져 있으며,(p. 60) 19세기 후반에 나타나 인기를 얻었다. 특히 동치제 시대인 1860년대 베이징에서 유행했다.(p. 60)(p. 45) yulinqun은 경극 배우들이 계속 착용하고 있다.(p. 193)
yulinqun은 두 개의 겹쳐진 평면 패널과 측면 주름을 가지고 있으며,(p. 193) 주요 특징은 수백 개의 작은 주름을 사용한 후 파도 무늬의 수평 스티치 오버레이로 고정하여 이 주름들을 부분으로 나눈다는 것이다. 이 주름들의 겹침은 물고기 비늘 무늬의 인상을 준다.(p. 60) 물고기 비늘 같은 인상에서 치마의 이름이 유래했다.
주름은 또한 안쪽에서 손으로 만든 시침질을 교차하는 패턴으로 사용하여 치마에 고정할 수도 있다. 이렇게 하면 벌집 효과가 생성되는데, 이러한 형태의 주름 효과도 물고기 비늘 주름이라고 불렸다.(p. 193)

#### Langanqun
langanqun(阑干裙 또는 栏杆裙)은 트림 (langan(중국어: 欗杆, 병음: lángān, 직역: railing) 모양의 날카로운 트림으로 특징지어졌는데, 일반적으로 검은색이었다.

#### 전통적인 결혼 치마와 여성 관복
mamianqun은 명나라 복식 풍습을 따르도록 허용된 중국 신부들이 계속 착용했다. 그들의 결혼 복장은 명나라 여성 궁중 복장 스타일이었다.(p. 46) mamianqun은 또한 ku (중국 바지) 및 다른 형태의 중국 재킷과 함께 공식적인 자리에서 착용되었다. 또한 가족 제례나 생일과 같은 축제 행사에도 사용되었다.(p. 25)

##### Fengweiqun
fengweiqun은 덜 부유한 가정의 여성들이 결혼식 날 웨딩 스커트로 입었을 수도 있다.

##### Mangqun
mangqun(중국어: 蟒裙, 병음: mǎngqún, 직역: python skirt)은 영어로 mangchu로도 알려져 있으며, mamianqun(및 그 변형)의 형태로 나타날 수 있었다. mangqun은 전통적인 중국 혼례복의 일부를 형성했다. 붉은색 또는 녹색이었으며, 넉넉한 중국식 재킷인 mangao와 함께 착용되었다. 이 치마는 신부의 결혼식 날 처음 입었으며, 결혼 후에는 모든 공식적인 행사에 입어야 했다.
mang(중국어: 蟒, 병음: mǎng, 직역: python)은 치마에 자수되었다. mang은 long(중국어: 龙)과 비슷하게 생겼지만 발톱이 다섯 개가 아닌 네 개였기 때문에 현대적인 long의 정의에는 부합하지 않았다.

### 중화민국

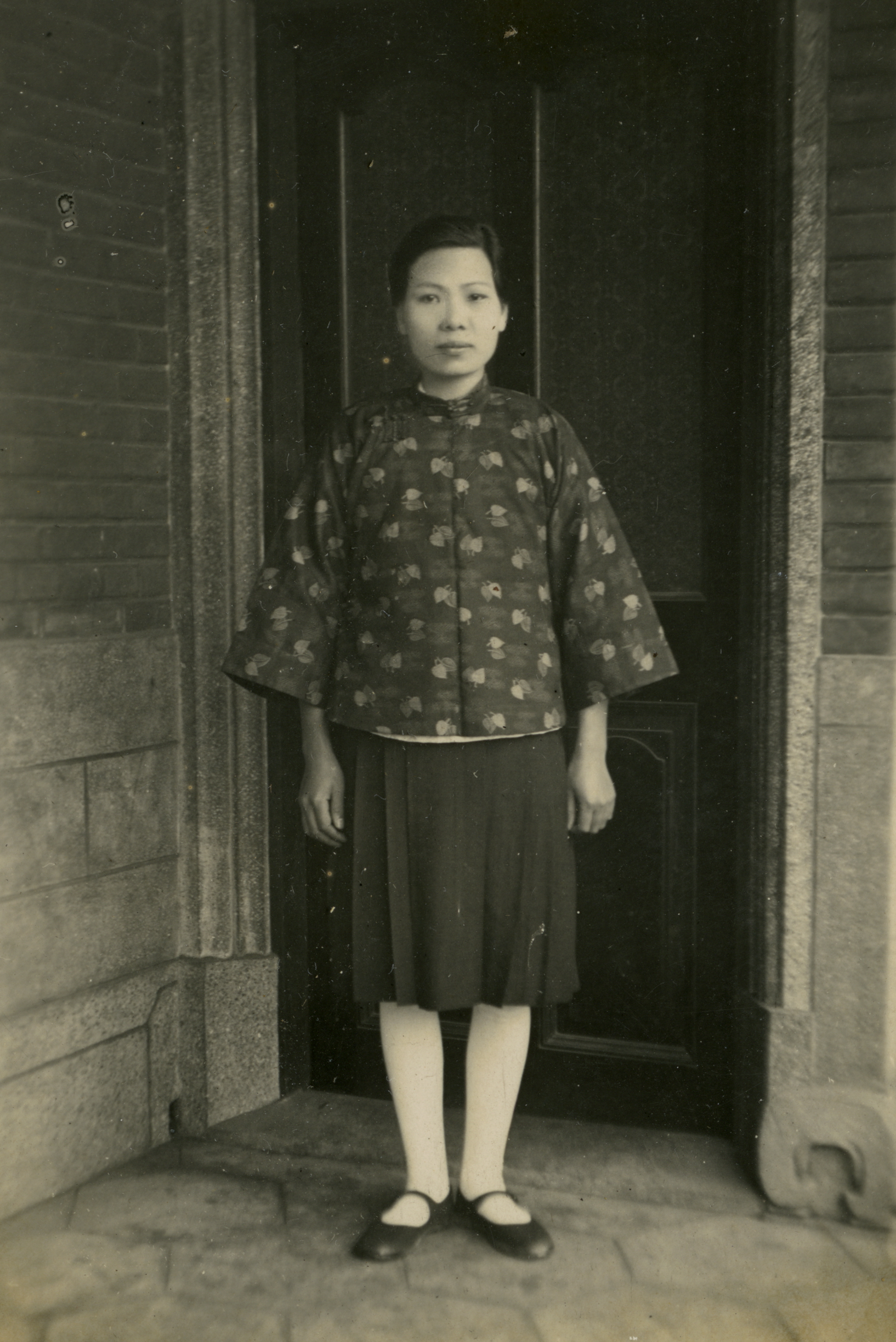
Wenming xinzhuang, 1930년대

중화민국 시대에 mamianqun은 1920년대 치파오가 만들어진 시기에도 한족 여성들에게 여전히 착용되었다. 그러나 스타일도 변하여 mamianqun은 결국 장식이 없어지고 길이가 짧아졌다. 1912년 7월, 상원은 여성 의류에 대한 명확한 규정인 Wenming xinzhuang(文明新裝)을 발표했는데, 이는 청나라 말기의 aoqun 전통을 이어가고 여성들이 yichang을 입는 것을 막지 않아야 했다.
"상의는 무릎 길이이다. 깃, 앞 여밈, 오른쪽, 왼쪽, 뒷단에 트임이 있으며, 몸 전체에 브로케이드 장식이 있다. 어울리는 치마는 앞뒤에 쿤먼[중국어로는 마몐이라고도 불리는 치마 패널, 주름이 없는 표면]이 있다. 오른쪽과 왼쪽은 상단 가장자리에 리본이 달린 주름이 있다."— 크리스토퍼 브레워드와 줄리엣 맥도날드 번역, Styling Shanghai (2020)

### 중화인민공화국
21세기에 명나라 양식의 mamianqun은 [[[한푸]]] 오류: {{전자}}: transliteration text not Latin script (pos 3: 한) (도움말) 애호가들에게 인기 있는 치마 형태가 되었다.

#### 개량된 현대 스타일
2003년경 한푸 운동이 시작된 이래, 명나라 디자인을 기반으로 한 개량된 현대 스타일의 mamianqun 변형들이 중국 한푸 디자이너와 한푸 애호가들에 의해 지난 몇 년간 개발되었다. 예를 들어 더 짧은 mamianqun(무릎 위, 종아리 중간, 발목 길이 등), 주머니가 있는 mamianqun 등이 있다.
일부 한푸 애호가들은 mamianqun을 티셔츠나 블라우스와 같은 현대 의류와 함께 착용하기도 하는데, 이는 일상복으로 전통적인 스타일보다 격식을 덜 차린 대안으로 여겨진다.

## 영향 및 파생작

### 중국의 고전극에서
mamianqun은 중국의 고전극 의상인 xifu에서 중국 치마인 qun의 일종으로 사용되었다.(p. 303) 중국의 고전극에서 mamianqun은 종종 nüpi 또는 nüxuezi와 함께 착용된다. 이러한 조합은 무릎 길이의 duijin shan(중국어: 对襟衫)과 주름 치마로 구성된 명나라의 가장 흔한 aoqun 복식 스타일 중 하나를 반영한다.(pp. 54–55)

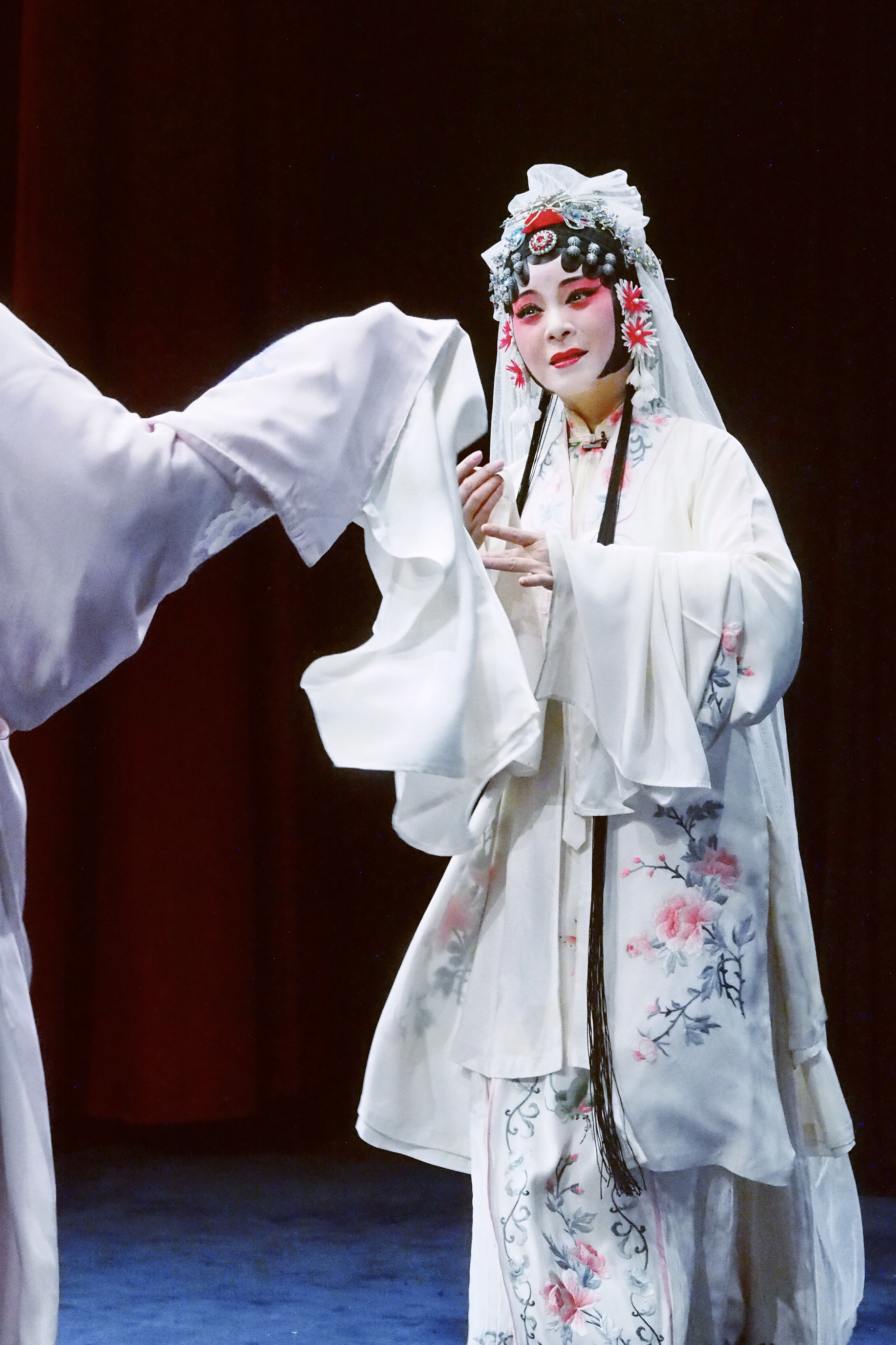
2020년 곤곡 오페라 배우가 입은 마몐췬

사용된 주름 스타일은 중앙 상자 주름과 중앙 상자 주름의 좌우로 퍼지는 나이프 주름의 조합을 보여주며, 주름은 직물 결선에 있지 않아 약간 플레어된 치마를 만들 수 있다.(p. 303) 주름의 크기와 깊이는 배우의 역할 유형을 반영하며 구별 지표로 사용된다.(p. 55) 예를 들어, 주름이 비교적 적거나 주름이 넓은 mamianqun은 Huadan이 입을 수 있다.(pp. 193, 303) 주름이 더 촘촘하게 사용되면 더 많은 천이 필요하므로 높은 지위의 사람을 나타냈다.(p. 193)
경극에서는 청나라의 yulinqun이 전통적인 qun으로 사용된다.(p. 193) 또한 명나라에서 선호했던 연한 색상이나 흰색 치마의 사용을 통해 명나라 mamianqun의 특징을 계승했다.(p. 193)

### Xiuhefu
Xiuhefu(중국어 간체자: 秀禾服, 정체자: 繡和服)는 전통적인 중국 혼례복처럼 보이도록 디자인된 두 조각 의상 세트이다. 이는 현대 중국에서 개발되어 2001년 배우 저우쉰이 중화인민공화국의 텔레비전 드라마 《Juzi Hongle》(橘子紅了, Orange turned red)에서 쉬허(Xiu He) 역을 맡아 대중화되면서 인기를 얻었고, 이 드라마 캐릭터의 이름에서 현대적인 이름을 따왔다.
Xiuhefu는 하의와 상의로 구성된, 한족 여성들이 입었던 청나라 시대 결혼식 aoqun의 현대 재현 버전이다. Xiuhefu에 사용된 qun은 청나라 시대, 특히 1910년대 청나라 말기에 사용되었던 역사적인 mamianqun의 영향을 받았으며, 이는 신부 복장의 일부로 사용되었다. 이 웨딩 스커트는 mamianqun이라고도 불린다.
일반적으로 Xiuhefu의 디자인과 구조는 전통적인 의복 제작 규칙에 구속되지 않는다. Xiuhefu에 사용되는 mamianqun은 A라인, 주름 치마 또는 주름진 서클 스커트일 수 있다. 장식적인 디자인으로 장식된 평평한 천 패널이 있으며, 이는 Chaoxiu(중국어: 潮绣)라는 자수 기법을 사용한다. 겹치는 특성으로 인해 qunmen(裙门, skirt door) 또는 mamian(马面裙, horse face)이 생성된 역사적인 mamianqun과 비교하여, Xiuhefu에 사용된 평평하고 직선적인 천 패널은 주름 치마 위에 덧대어져 마치 펜듈럼처럼 보인다. 또한 두 개 이상의 보이는 평평한 패널을 가질 수도 있다.

## 등장 및 매체

### 20세기
청나라 시대의 mamianqun은 2011년 12월 15일 발행된 《보그》 잡지에 처음 등장했는데, 청나라 양식의 ao 및 중국 신발과 함께 "부두아 세트(Boudoir Set)"의 일부로 소개되었다. 《보그》는 또한 차이나타운에서 "부두아 세트"를 구매할 것을 권했는데, 그곳은 중국 여성들이 aoqun을 흔히 입는 장소였기 때문이다.

#### 웨일스 공비 다이애나의mamianqun
다이애나 비는 1981년 2월 23일, 공식 약혼 발표 전 클래런스 하우스에서 찰스 왕세자와 함께 포즈를 취할 때 국화속 자수가 있는 붉은색, 종아리 중간 길이의 청나라 langan-스타일 mamianqun을 착용했다. 길조를 상징하는 붉은색의 사용은 중국 결혼 전통에 부합했다. 그러나 이 치마는 중국의 신념과 전통에 따르면 흰색 벨트(중국어: 白色的束带, 병음: báisède shùdài, 직역: white colour belt)가 없고 대신 붉은색 벨트가 사용되었기 때문에 완전히 길조로 여겨지지 않았다. 흰색 벨트가 있는 mamianqun은 일반적으로 "백년해로"를 상징하기 위해 중국 신부들이 착용했는데, 이는 다이애나 비의 치마에는 없는 특징이었다. 결과적으로, 중국 결혼 신념에 따르면 다이애나 비의 mamianqun은 정해진 규칙(중국어 간체자: 规矩, 정체자: 規矩)에 부합하지 않았으며, 대신 불길한 징조(중국어 간체자: 不祥的预兆, 정체자: 不祥的預兆, 병음: bùxiángde yùzhào)로 여겨졌다.

### 21세기
한푸 운동 이후, mamianqun은 2020년 11월 25일 발행된 《Women's Wear Daily》를 포함한 여러 패션 잡지에 다시 등장했으며, 2021년 3월 8일 《보그》, 2021년 7월 16일 《Harper's Bazaar》에 실렸다.
mamianqun은 도미 시(Domee Shi) 감독의 애니메이션 영화 《메이의 새빨간 비밀》(2022)에도 등장했다.

## 관련 내용
- 루췬
- 치마
- 바이띠에췬

## 같이 보기
- 한푸
- 한푸 목록
- 마웨이췬 - 명나라 시대에 조선에서 도입된 속치마

## 갤러리

중국 외 지역의 마몐췬
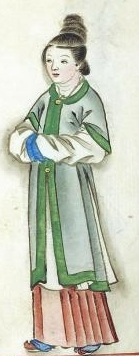
1590년 《복서 코덱스》에 실린 필리핀에서 마몐췬을 입은 명나라 여성의 삽화.
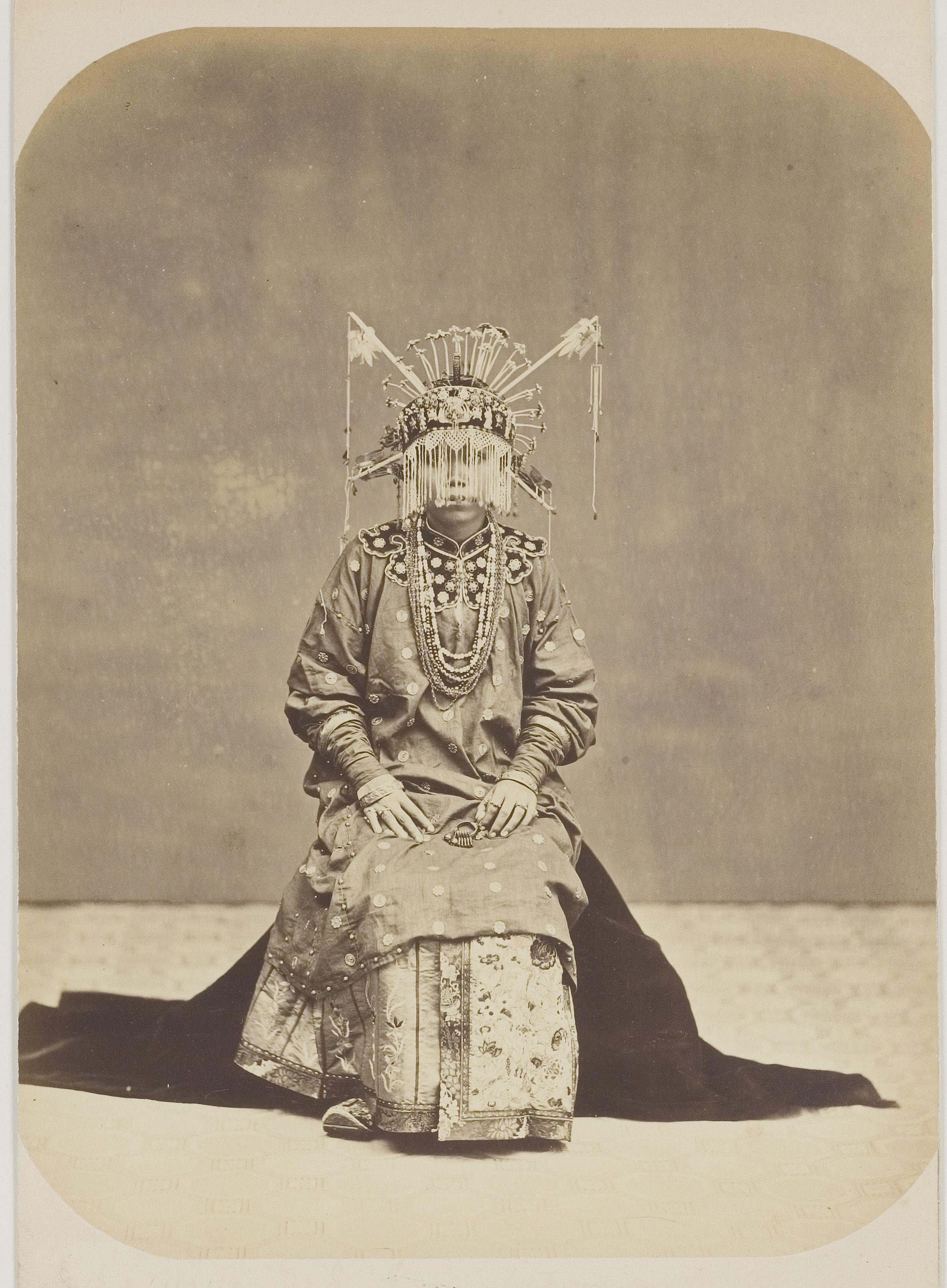
바타비아의 중국 신부, 1870년
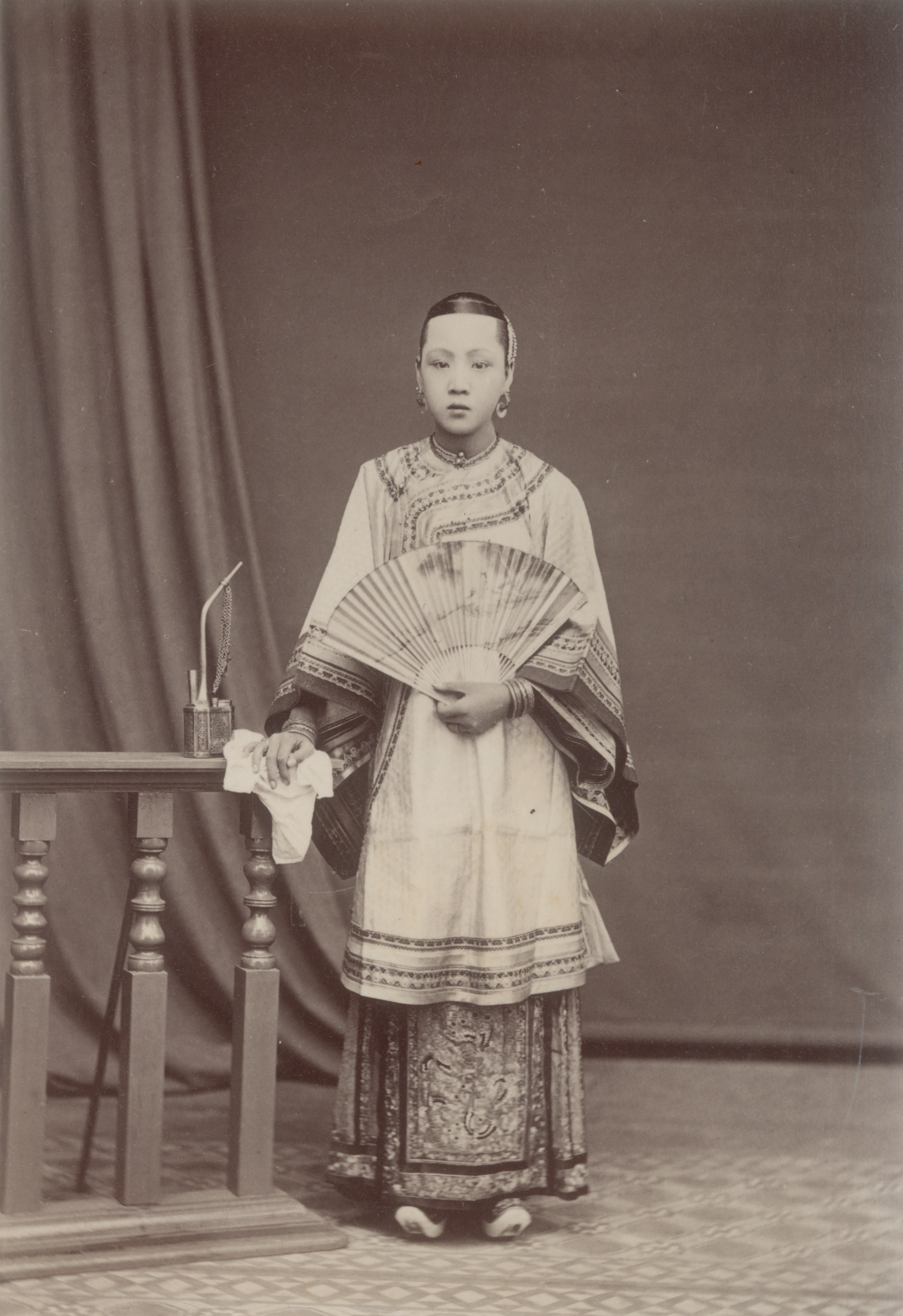
싱가포르의 중국 여성, 1890년경
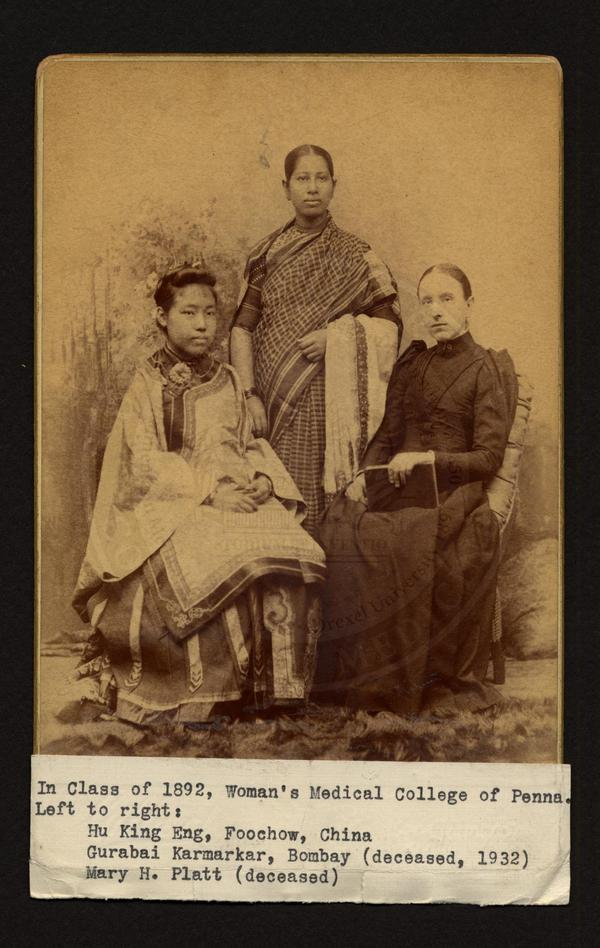
펜실베이니아 여자 의과대학 1892년 졸업생 후킹잉
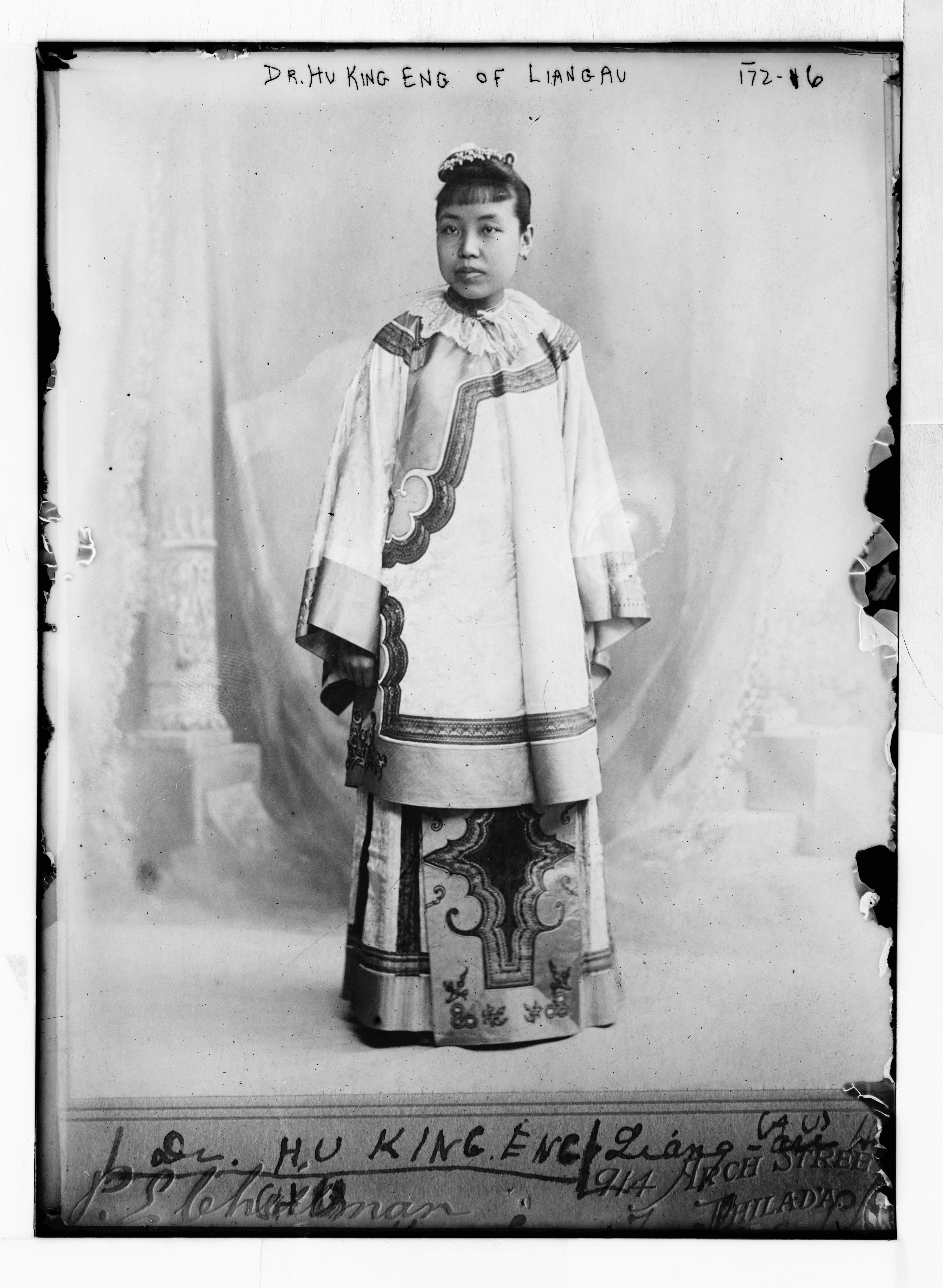
필라델피아 량아우 출신 후킹잉 박사, 날짜 미상
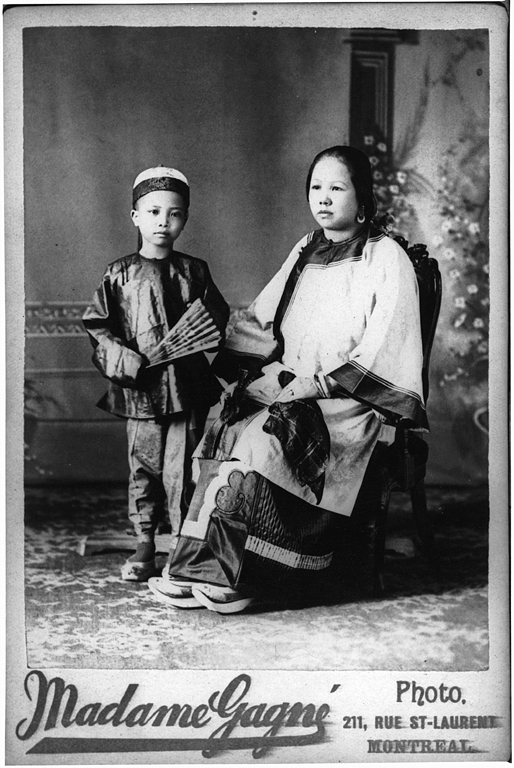
윙 싱 부인과 아들, 몬트리올, 퀘벡주, 1890년-1895년
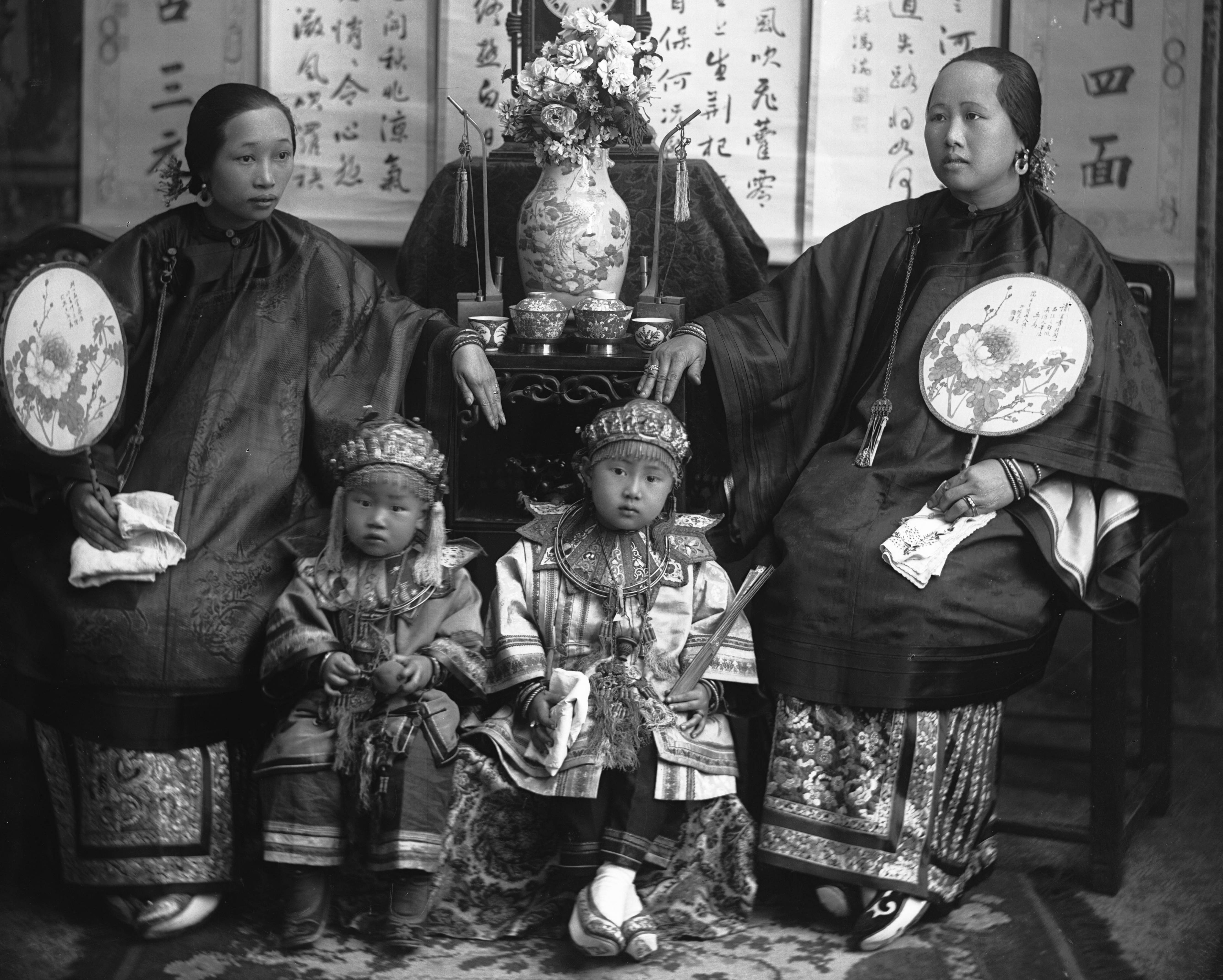
마몐췬을 입은 중국인 모녀와 아이들, 로스앤젤레스, 미국, 1900년경
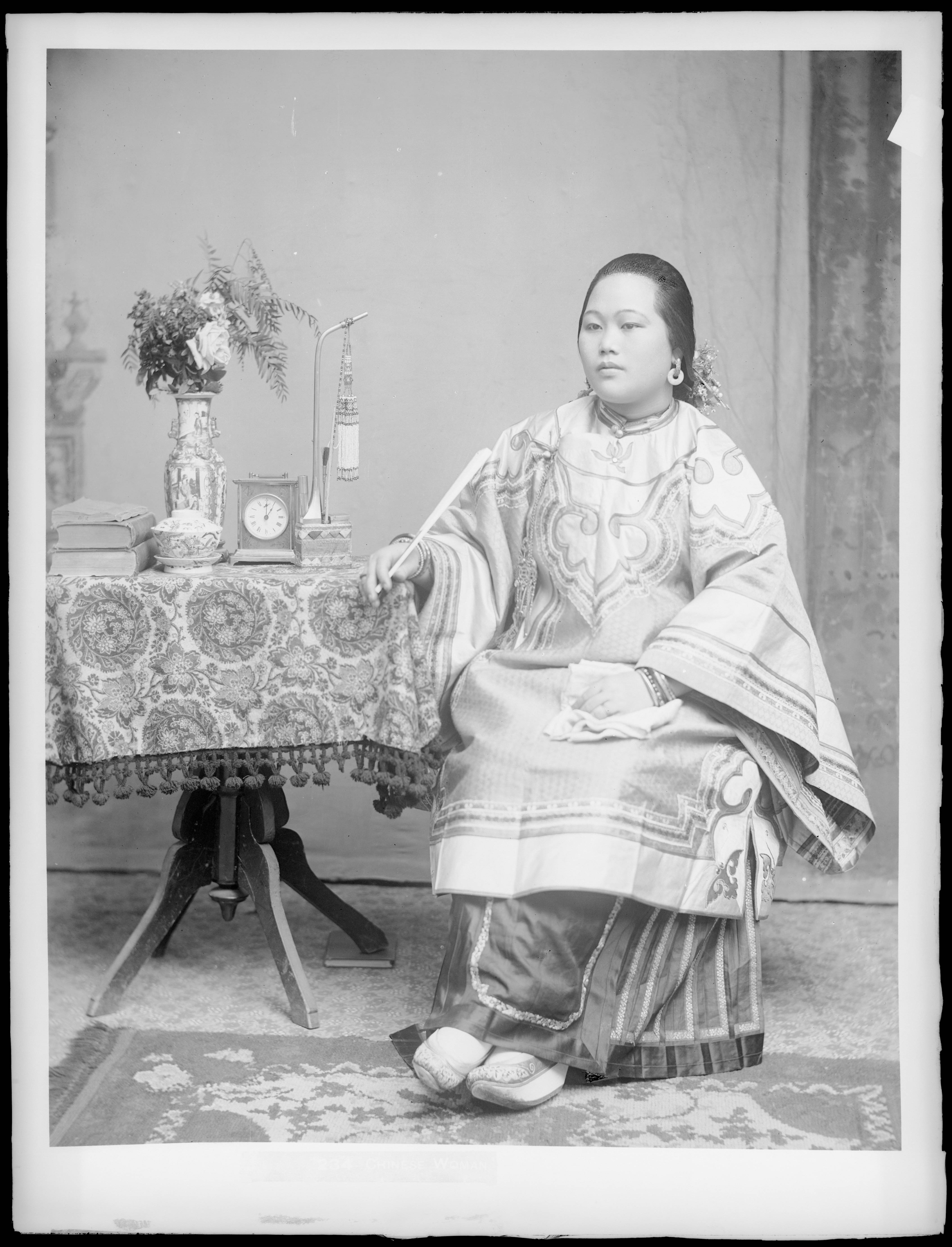
젊은 중국 여성, 로스앤젤레스, 미국, 1920년경
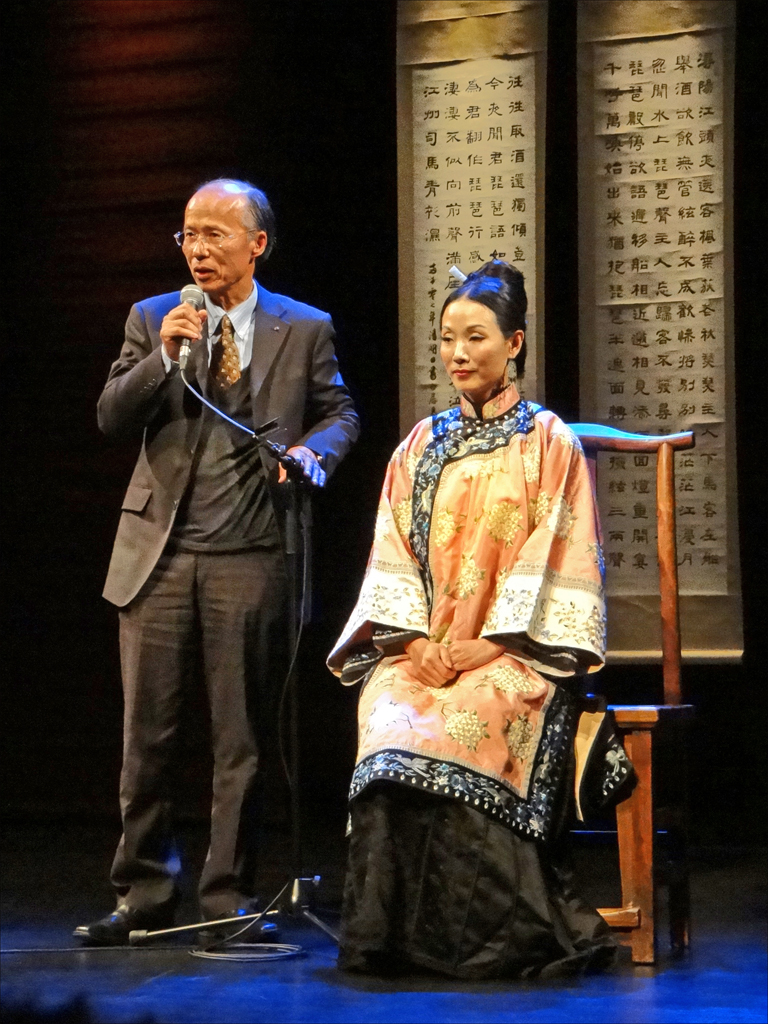
중국 남관 음악회, 국립 기메 동양 박물관 강당, 프랑스, 2012년 9월 25일

## 내용주
1. ↑  《La revue des deux mondes》(1846)는 부유한 중국 여성들의 치마 길이를 묘사했다.
2. ↑  윌리엄스(1849)는 상류층 여성들의 치마 길이가 발을 덮을 만큼 충분히 길었다고 묘사했다.
3. ↑  중국의 용 페이지와 Mangfu 페이지에서 중국의 용과 망의 진화 및 그 차이점에 대한 자세한 설명을 참조하시오.